# Richar
Richar († 17. September 972) war ab 964 Graf im Hennegau, ab 966 Graf im Lüttichgau und ab 968 auch Inhaber der Exekutivgewalt in Niederlothringen.

## Leben
Nach Verbannung des aufständischen Grafen Reginar III. vom Hennegau im Jahr 957 und dem Tod des kinderlos gebliebenen Herzogs Gottfried I. im Jahr 964 wurden beide Ämter mit dem Grafen Richar besetzt.
In einer Urkunde vom 2. Juni 965 erscheint Graf Richar als Richarius comes fidelis noster Kaiser Ottos I. Gemeinsam mit dem lothringischen archidux Brun, Kölner Erzbischof, Ottos I. Bruder, veranlasste Graf Richar den Kaiser, eine Stiftung zum Gedenken an den ungefähr ein Jahr zuvor verstorbenen Gottfried I. zu gründen. Demnach dürfte Richar ein Gefolgsmann von Brun gewesen sein, in dessen Interesse Richar im nördlichen Teil des Herzogtums regierte. Für Richar ist der Titel dux jedoch nicht belegt.
Nach Eduard Hlawitschka war Richar ein Neffe des Pfalzgrafen Gottfried von Lothringen und damit ein Cousin seines vermutlich in jungen Jahren gestorbenen Vorgängers. Gleichzeitig war Richar ein Neffe von Bruns Vorgänger als Kölner Erzbischof, Wichfrid (* um 900, † 953).
Richar wurde am 17. September 972 bei einem Überfall des Grafen Sigebert auf Richars Cousin Bischof Wigfried von Verdun und dessen Begleiter in Wandersalis erschlagen. U. a. zu Richars Gedächtnis stiftete derselbe Bischof Wigfried im Folgejahr dem Kloster St. Paul von Verdun, in dem Richar bestattet worden war, den Ort Lockweiler.
Nach Richars Tod vergab Kaiser Otto I. 973 Richars Eigengut Eckfeld an das Kloster Echternach und besetzte das Herzogtum Niederlothringen 978 mit Karl, dem jüngeren Sohn des französischen Königs Ludwig IV. und späteren Prätendenten auf den französischen Thron.